# Nostra aetate

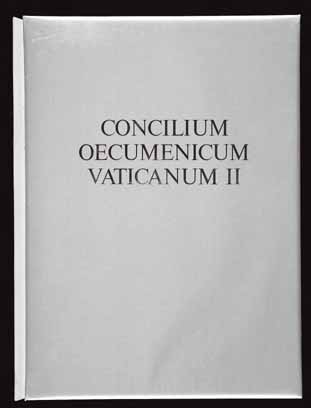
Lothar Wolleh, Emil Schmitz: Das Konzil. 2. Vatikanisches Konzil. Eine Dokumentation. Belser, Stuttgart 1965

Nostra aetate (lat. für „In unserer Zeit“) heißt nach ihren Anfangsworten die Erklärung über die Haltung der Kirche zu den nichtchristlichen Religionen, die das Zweite Vatikanische Konzil am 26. Oktober 1965 verabschiedete und die Papst Paul VI. am 28. Oktober 1965 promulgierte. Sie erkennt Wahres und Heiliges in den anderen Religionen an und bestätigt die bleibende Erwählung des Judentums, in dem das Christentum wurzelt. Damit relativierte sie den bis dahin exklusiv verstandenen Wahrheitsanspruch der römisch-katholischen Kirche Extra ecclesiam nulla salus („außerhalb der Kirche kein Heil“): Auch in Religionen außerhalb der Kirche gebe es Wahrheiten.
Der Text war ein ungeplantes Ergebnis jahrelanger, von vielen Konflikten begleiteter, Beratungen auf dem Konzil. Dabei wurden die ursprünglich auf das katholische Verhältnis zum Judentum begrenzten Vorentwürfe in den Zusammenhang einer Öffnung zum allgemeinen interreligiösen Dialog gerückt und ausgeweitet. Einige Passagen und Einzelstellen blieben bis zuletzt umstritten, doch mehr als 96 % der Konzilsväter stimmten für den Text.

## Entstehung

### Initiativen im Vorfeld
Die Initiative für Nostra aetate geht auf Papst Johannes XXIII. zurück. Dieser plante ursprünglich ein besonderes Dekret zum Judentum. Als Nuntius in Bulgarien und Ungarn hatte er die Judenverfolgung in der Zeit des Nationalsozialismus miterlebt und vielen Juden das Leben gerettet. Seit seinem Amtsantritt 1958 leitete er ein erneuertes Verhältnis seiner Kirche zum Judentum ein. Als ersten unangekündigten Schritt dazu ließ er 1959 in den großen Fürbitten am Karfreitag in der Fürbitte für die Juden die Worte perfidis („treulos“) und iudaicam perfidiam („jüdische Untreue“) streichen.
Nachdem er 1960 das Zweite Vatikanische Konzil angekündigt und eine Zentralkommission zur Vorbereitung eingesetzt hatte, erhielt diese Reformvorschläge von Katholiken, Protestanten und Juden aus aller Welt. Am 24. April 1960 sandte das Bibelinstitut der Jesuiten in Rom eine Eingabe zum Judentum an die Zentralkommission, am 24. Juni das Institut für christlich-jüdische Studien der Seton Hall University in New Jersey, Anfang September eine Arbeitsgemeinschaft für christlich-jüdische Zusammenarbeit in Apeldoorn. Alle Vorschläge umfassten zwei Hauptpunkte:
- eine Verurteilung des Antisemitismus, verbunden mit einem Schuldbekenntnis der Kirche für ihren Antijudaismus, der den Holocaust mit ermöglicht hatte;
- eine Anerkennung der bleibenden Geltung des Judentums als Wurzel des Christentums und damit eine Abkehr von der Substitutionstheologie und vom Schuldvorwurf des sogenannten Gottesmordes.

Der französische Kirchenhistoriker Jules Isaac, dessen Familie im Holocaust ermordet worden war, stieß mit seinem Werk Jésus et Israël (1948) eine intensive Debatte zum kirchlichen Antijudaismus an, den er „Lehre der Verachtung“ nannte und als Verfälschung des Neuen Testaments beurteilte. Am 13. Juni 1960 legte er Papst Johannes XXIII. persönlich seine Denkschrift Du redressement nécessaire de l’enseignement chrétien concernant Israël („Die notwendige Korrektur der christlichen Lehre über Israel“) vor und bat ihn um eine entsprechende Erklärung: Die römisch-katholische Kirche müsse ihre bisherige Lehre zum Judentum als Irrtum verurteilen, um sie nachhaltig überwinden zu können. Der Papst versprach ihm, eine Kommission zur Klärung der aufgeworfenen Fragen einzusetzen, und beauftragte am 18. September 1960 den deutschen Kardinal Augustin Bea, mit dem von ihm geleiteten Sekretariat zur Förderung der Einheit der Christen einen Text für ein Dekret zum Judentum zu entwerfen. Bald darauf bat auch der Prälat Johannes Oesterreicher, ebenfalls ein gebürtiger Jude, den Papst mit einer Petition, die traditionelle kirchliche Herabsetzung des Judentums per Dekret zu revidieren.

### Verlauf der Beratungen
Am 15. November 1960 bildete das Einheitssekretariat die Unterkommission Quaestiones de Iudaeis („Fragen, die Juden betreffend“), zu der Leo von Rudloff (Dormitio-Abtei, Jerusalem), Gregory Baum (Rom) und Johannes Oesterreicher (Seton Hall University) gehörten. Baum legte im Februar 1961 eine Skizze vor, Oesterreicher eine längere theologische Studie. Daraus ging im Dezember 1961 ein erster Entwurf hervor.
Während der Beratungen erfuhren die Medien im Frühjahr 1961 vorzeitig von dem Plan für die Erklärung. Es kam zu Protesten vor allem aus arabischen Staaten, der Heilige Stuhl beabsichtige, den Staat Israel anzuerkennen und das Judentum gegenüber dem Islam als Dialogpartner zu bevorzugen. Dies wiederum löste Befürchtungen der orientalischen Kirchen in mehrheitlich islamischen Ländern aus.
Anfang Juni 1962 legte das Einheitssekretariat der Zentralkommission des Konzils seinen Entwurf vor. Am 12. Juni 1962 gab der Jüdische Weltkongress bekannt, er wolle Chaim Wardi, einen Beamten im israelischen Ministerium für religiöse Angelegenheiten, zur Beobachtung des Konzils nach Rom senden. Dies wurde vielfach als Versuch der Einflussnahme gewertet und verstärkte die arabisch-islamischen Proteste. Teilweise wurde eine geheime Zusammenarbeit zwischen dem Heiligen Stuhl und dem Jüdischen Weltkongress vermutet.
Daraufhin strich die Zentralkommission die Erklärung von der Tagesordnung des Konzils. Dagegen protestierte der Oberrabbiner von Rom am 10. Oktober 1962, dem Vorabend der Konzilseröffnung. Auch einige katholische Bischöfe protestierten. Kardinal Bea sandte dem Papst ein ausführliches Memorandum zum Stand der Vorbereitungen der Erklärung und betonte deren Dringlichkeit. Daraufhin bekräftigte der Papst am 13. Dezember 1962 in einem Brief an das bereits eröffnete Konzil seinen Willen zur Neuordnung der Beziehungen zum Judentum und empfahl, die Erklärung wieder auf die Tagesordnung zu setzen. Bea erreichte durch zähes Verhandeln, dass die Koordinierungskommission die Erklärung als viertes Kapitel in das Konzilsschema für das Dekret über den Ökumenismus, Unitatis redintegratio einfügte.
In den Folgemonaten versuchten Vertreter arabischer Christen wie der syrische Patriarch Maximos IV. und europäische Bischöfe wie Marcel Lefebvre, diese Vorlage vor allem wegen der darin integrierten Erklärung zum Judentum scheitern zu lassen. Es gehe beim Ökumenismus um die innere Einheit der Kirche, zu der die Juden nicht gehörten.
Das Konzilssekretariat unter Erzbischof Pericle Felici ließ keine vorläufige Abstimmung über die Judenerklärung zu und stufte sie zu einem bloßen Anhang des Ökumenismusdekrets herab. Am 4. Dezember 1963 vertagte es die Beschlussfassung dazu auf die für 1964 vorgesehene dritte Sitzungsperiode. Diese Verzögerung sollte den Israelbesuch des neuen Papstes Paul VI. vom 4. bis 6. Januar 1964 von arabischen und jüdischen Protesten entlasten.
Unter deren Eindruck überarbeitete Johannes Oesterreicher den Entwurf der Erklärung, ließ umstrittene Sätze fort und schwächte andere Formulierungen ab. So wurde die Gottesmordtheorie nicht mehr ausdrücklich verurteilt. Auch dieser Vorentwurf wurde durch Indiskretion vorzeitig bekannt. Er fand weithin ein negatives Echo; viele westliche Medien warfen den Autoren vor, sich dem Druck arabischer Staaten zu beugen und den Antijudaismus nicht zu beenden.
Am 6. August 1964 promulgierte Papst Paul VI. die Enzyklika Ecclesiam suam, die erstmals vom Dialog sprach und anderen monotheistischen Religionen eine wahre Gottesverehrung zubilligte. Die Einheitskommission hatte eine konkrete Behandlung anderer Religionen mangels Sachverstand und Experten zunächst abgelehnt, setzte aber nun Arbeitsgruppen ein, die Vorschläge für dieses Thema unterbreiten sollten. Diese entfalteten eine rege Reisediplomatie, um auch Kirchen in arabisch-islamischen und osteuropäischen Staaten einzubinden und ihnen Einfluss auf die Textgestalt zu gestatten. Einige der Änderungsvorschläge der Ostkirchen wurden aufgenommen, und der Islam erhielt ein eigenes Kapitel.
Am 25. September 1964 wurde der dritte Vorentwurf in der Vollversammlung diskutiert. Viele Teilnehmer kritisierten eine Verwässerung der vorherigen Entwürfe, besonders hinsichtlich der Aussagen zum Israelbund und zum Vorwurf des „Gottesmordes“: Der Text spreche nur die gegenwärtigen Juden, nicht die zur Zeit Jesu lebenden von diesem Vorwurf frei. Sie empfahlen die Rückkehr zum Ausgangstext, um eine deutliche Absage an Antisemitismus und Antijudaismus zu erreichen. Die deutschen Bischöfe unterstützten eine Aussage zur wesensmäßigen Bindung der Kirche an das Judentum und genauere Erklärung der Relation Jesu Christi zur alttestamentlichen Heilsgeschichte. Eine dritte Gruppe wollte weitere monotheistische Religionen erwähnt wissen. Einige Bischöfe, vor allem solche aus arabischen Staaten, wollten die Anerkennung des Judentums noch mehr abschwächen. Gegner behaupteten, die Kirche habe ihr positives Verhältnis zu den Juden in der NS-Zeit genügend deutlich gemacht. Die Erklärung werde die Lage der Katholiken in der islamischen Welt nur erschweren und „ganze Völker zu Feinden der Kirche machen“, meinte etwa der melkitische Erzbischof Joseph Tawil.
Insgesamt zeichnete sich jedoch eine große Mehrheit für eine Erklärung mit einer Abkehr von antijudaistischen Vorwürfen ab. Daraufhin wurde der dritte Entwurf erneut überarbeitet und einige der Abschwächungen darin zurückgenommen. Das umstrittene Wort „Gottesmord“ entfiel und eine jüdische Kollektivschuld an der Kreuzigung Christi wurde zurückgewiesen. Die Absage an den Antisemitismus blieb unmissverständlich, wurde aber mit der Schlusspassage in den allgemeineren Kontext einer Ablehnung jeder Diskriminierung gerückt.
Diese Änderungen erklärten die Gegner der Erklärung als Propagandaerfolg der Juden; Maximos behauptete, die Bischöfe der Vereinigten Staaten hätten Geschäftsbeziehungen zu den US-amerikanischen Juden nicht aufs Spiel setzen wollen. Solange die Juden Christus als ihren Erlöser ablehnten, stünde auf ihrer Stirn ein „Mal der Schande“, wie es die Propheten geweissagt hätten. Anfang Oktober 1964 protestierte das oberste arabische Komitee Palästinas gegen angebliche Versuche des Konzils, „die Juden für unschuldig zu erklären“.
Am 9. Oktober 1964 erklärte Kardinalstaatssekretär Amleto Giovanni Cicognani in einem Brief an Kardinal Bea, er habe „im höheren Auftrag“ – der üblichen Formulierung für eine Anweisung des Papstes – eine neue sechsköpfige Kommission einberufen. Sie sollte mehrheitlich mit Gegnern der Erklärung zu den Juden besetzt sein und den vierten Textentwurf überprüfen, kürzen und in das Schema für das Dekret über die Kirche einbauen. Auf Nachfrage beim Papst erfuhr Kardinal Bea, dass dieser weder die neue Kommission noch Überprüfung und Kürzung des vierten Entwurfs angeordnet hatte. Eine Gruppe deutscher Bischöfe unter Kardinal Joseph Frings beschwerte sich am 11. Oktober 1964 brieflich beim Papst über die eigenmächtige Verletzung der Konzilsregeln und erreichte dessen Eingreifen zugunsten des bisherigen Verfahrens. Die theologische Kommission lehnte den Vorschlag ab, die Erklärung zum Judentum an die fertiggestellte dogmatische Konstitution über die Kirche, Lumen gentium, anzuhängen.
Damit war die Entscheidung gefallen, das Verhältnis zum Judentum im Rahmen einer besonderen Erklärung zu den nichtchristlichen Religionen zu behandeln. Die Generalversammlung nahm den vierten Vorentwurf am 20. November mit 1651 Placet- (Zustimmung), 242 Placet juxta modum- (Zustimmung mit Veränderungswünschen) und 99 Non-placet-Stimmen zur Schlussberatung an.
Danach verstärkten die Gegner ihre Bemühungen, die Erklärung scheitern zu lassen. Kampagnen in arabischen Medien drohten den Christen ihrer Staaten mit Repressalien. Jordaniens Premierminister erklärte am 25. November 1964, er werde alle Unterzeichner der Erklärung zum Judentum auf eine „schwarze Liste“ setzen. Orthodoxe Christen organisierten Protestdemonstrationen in vielen Städten des Nahen Ostens, bei denen hochrangige Kirchenvertreter sprachen.
Im Frühjahr 1965 sandte der Papst zwei Vertreter des Konzils, Johannes Willebrands und Pierre Duprey, in den Nahen Osten, um die Lage der dortigen Christen zu prüfen. Nachdem diese von zahlreichen Drohungen und Übergriffen gegen christliche Minderheiten in arabischen Staaten berichteten, erwog das Einheitssekretariat nochmals, die Erklärung von der Tagesordnung zu nehmen, also nicht mehr vom Konzil beschließen zu lassen. Doch nun sprachen sich auch bis dahin zurückhaltende Konzilsteilnehmer für die Beschlussfassung aus. So erklärte Josef Stangl, es gehe nun um die Glaubwürdigkeit und moralische Autorität der ganzen Kirche:

„In dieser Entscheidungsstunde des Konzils gilt: Nicht Diplomatie, nicht Taktik, nicht allzu große pastorale Klugheit, sondern Gerechtigkeit auf dem geraden Weg, ‚die Wahrheit wird euch frei machen‘ (Joh 8,32)“

Ein Hauptstreitpunkt im gleichzeitig diskutierten Dekret Dignitatis humanae, die Anerkennung der Religionsfreiheit als Folge der individuellen Gewissensfreiheit, wurde biblisch besser begründet und verhalf damit auch Nostra aetate indirekt zu mehr Akzeptanz.
In einer Passionspredigt von 1965 sprach der Papst erneut von einer Kollektivschuld der Juden am Tod Jesu. Dies verstärkte Gerüchte, dass der Heilige Stuhl den Beschluss zur Erklärung verhindern oder vertagen wolle. Daraufhin mahnten 55 deutsche katholische Theologen den Papst in einem Brief, die unaufschiebbare Promulgation der Erklärung sei eine „Aufgabe von weltgeschichtlicher Bedeutung“. Sie sahen darin den seit 1945 notwendigen Neubeginn im christlich-jüdischen Verhältnis, der zugleich die Einheit der Christen untereinander entscheidend stärken werde:

„Die Bedeutung dieser Erklärung kann nicht überschätzt werden, weil alle Christen, die sie ersehnt haben, es begrüßen, dass alte, unberechtigte Vorwürfe gegenüber den Juden nun nicht mehr festgehalten werden können (z. B. die Gesamtschuld an der Kreuzigung Christi). Dadurch ist einem christlichen Antisemitismus der Boden entzogen.“

Im gleichen Zeitraum verteilten die im Coetus Internationalis Patrum vereinten konservativen Kräfte Schriften an alle Konzilsteilnehmer. Sie versuchten bis zuletzt, die Schlussabstimmungen mit Geschäftsordnungsanträgen zu verhindern. Doch bereits in der 149. und 150. Generalkongregation am 14. und 15. Oktober 1965, wo die Konzilsväter abschnittsweise über das Konzilsschema abstimmten, zeigte sich eine breite Zustimmung zur Erklärung. Bei der Schlussabstimmung in der feierlichen öffentlichen Sitzung am 28. Oktober fand die endgültige Textfassung von Nostra aetate eine große Mehrheit von 2221 Ja-Stimmen gegenüber 88 Nein-Stimmen und drei ungültigen Stimmen (keine Enthaltungen). Damit trat die Erklärung kirchenrechtlich in Kraft.

## Inhalt
Mit fünf Teilen ist die Erklärung das kürzeste Dokument des Konzils.

### Einführung
Abschnitt 1 beschreibt das Thema: Ausgangspunkt ist die faktische Pluralität der Religionen. Nicht einzelne Andersgläubige, sondern die nichtchristlichen Religionen insgesamt sind Gegenstand dieses Textes. Angesichts der zusammenwachsenden Menschheit wird nicht primär deren Christianisierung, sondern ein Beitrag zu „Einheit und Liebe unter den Menschen“ als Aufgabe der Kirche definiert. Daraus folgt die Suche nach Gemeinsamkeiten aller Religionen, nicht die Betonung ihrer Unterschiede zum Christentum, ohne diese zu leugnen. Ursprung und Ziel der Völkergemeinschaft werden biblisch aus dem Schöpfungsauftrag in der Genesis und der Perspektive des neuen Jerusalems (Offb 21) als biblischem Bild der geeinten und mit Gott versöhnten Polis begründet. Die Fragen nach letztgültiger Bestimmung und Sinn des menschlichen Daseins werden als Thema und Aufgabe aller Religionen, nicht nur des Christentums, aufgezeigt und zusammengefasst:

„Was ist jenes letzte und unsagbare Geheimnis unserer Existenz, aus dem wir kommen und wohin wir gehen?“

### Die verschiedenen Religionen
Abschnitt 2 führt in Bezug auf die verschiedenen Völker eine „gewisse Wahrnehmung jener verborgenen Macht“ an, „die dem Lauf der Welt und den Ereignissen des menschlichen Lebens gegenwärtig ist“, nicht selten auch „die Anerkenntnis einer höchsten Gottheit oder sogar eines Vaters. Diese Wahrnehmung und Anerkenntnis durchtränkt ihr Leben mit einem tiefen religiösen Sinn.“ Im Zusammenhang mit dem Fortschreiten der Kultur suchen die Religionen mit genaueren Begriffen und einer durchgebildeteren Sprache Antwort auf die gleichen Fragen, so erforsche etwa der Hinduismus „das göttliche Geheimnis“, im Buddhismus versuchten „die Menschen mit frommem und vertrauendem Sinn entweder den Zustand vollkommener Befreiung zu erreichen oder […] zur höchsten Erleuchtung zu gelangen“. Die katholische Kirche lehne „nichts von alledem ab, was in diesen Religionen wahr und heilig ist“, müsse aber unablässig verkündigen, dass Christus „der Weg, die Wahrheit und das Leben“ sei.
Die Katholiken werden aufgefordert, „daß sie mit Klugheit und Liebe, durch Gespräch und Zusammenarbeit mit den Bekennern anderer Religionen sowie durch ihr Zeugnis des christlichen Glaubens und Lebens jene geistlichen und sittlichen Güter und auch die sozial-kulturellen Werte, die sich bei ihnen finden, anerkennen, wahren und fördern.“

### Die muslimische Religion
Abschnitt 3 beginnt mit einem Ausdruck der Hochachtung gegenüber den Muslimen: Auch diese würden Gott anbeten, der zu den Menschen gesprochen habe. Jesus würden sie zwar nicht als Gott anerkennen, jedoch als Propheten verehren. Auch die Jungfrau Maria verehrten sie, erwarteten ebenfalls das jüngste Gericht und legten daher Wert auf eine sittliche Lebensführung, die von Gebet, Fasten und Almosen bestimmt sei. Der Absatz schließt mit einer Ermahnung an alle, vergangene Zwistigkeiten und Feindschaften zwischen Christen und Muslimen „beiseite zu lassen, sich aufrichtig um gegenseitiges Verstehen zu bemühen und gemeinsam einzutreten für Schutz und Förderung der sozialen Gerechtigkeit, der sittlichen Güter und nicht zuletzt des Friedens und der Freiheit für alle Menschen.“

### Die jüdische Religion

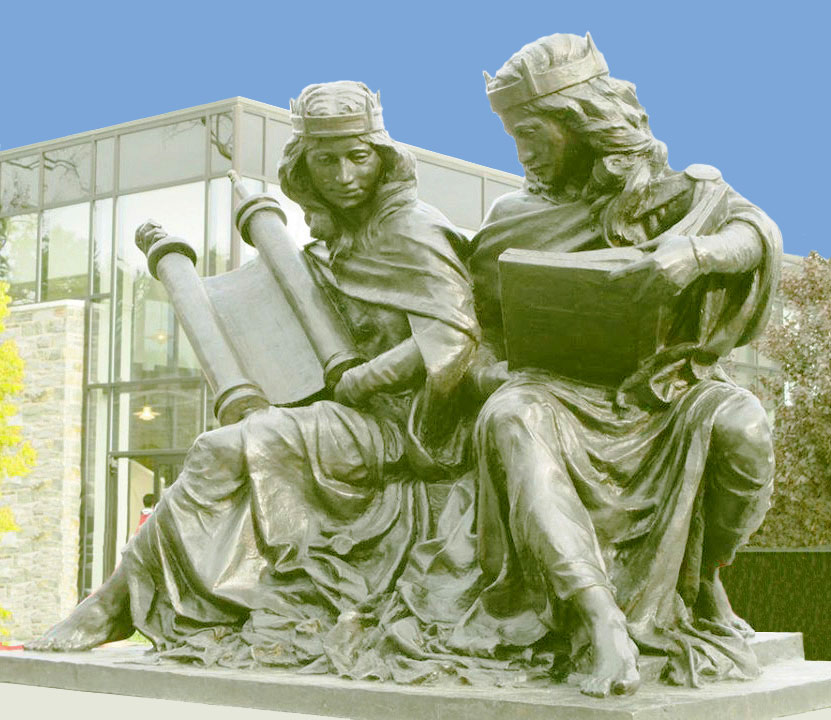
Synagoga and Ecclesia in Our Time (2015). Die Skulptur von Joshua Koffman wurde anlässlich des 50. Jahrestages von Nostra aetate von der Saint Joseph’s University in Auftrag gegeben. Im Gegensatz zu traditionellen Darstellungen der Ecclesia und Synagoge, in denen die Synagoge als blinde, unterlegene Gestalt erscheint, werden hier Judentum und Christentum als gleichberechtigtes Paar dargestellt.

Abschnitt 4, der längste Abschnitt und Herzstück der Erklärung, beginnt als ekklesiologische Reflexion: Im Nachdenken über ihr Geheimnis bedenke die Kirche ihre geistliche Verbindung mit dem „Stamm Abrahams“. Sie erkenne an, dass „nach dem Heilsgeheimnis Gottes die Anfänge ihres Glaubens und ihrer Erwählung“ sich schon bei den Patriarchen, bei Mose und den Propheten finde. Als „Söhne Abrahams dem Glauben nach“ seien alle Christen in die Berufung Abrahams eingeschlossen, und in dem Auszug aus Ägypten sei das Heil der Kirche „geheimnisvoll vorgebildet“.

„Deshalb kann die Kirche auch nicht vergessen, daß sie durch jenes Volk, mit dem Gott aus unsagbarem Erbarmen den Alten Bund geschlossen hat, die Offenbarung des Alten Testamentes empfing und genährt wird von der Wurzel des guten Ölbaums, in den die Heiden als wilde Schößlinge eingepfropft sind (7). Denn die Kirche glaubt, daß Christus, unser Friede, Juden und Heiden durch das Kreuz versöhnt und beide in sich vereinigt hat.“

Nach dieser Würdigung wird darauf verwiesen, dass viele Juden das Evangelium nicht angenommen haben, nicht wenige sich seiner Ausbreitung widersetzt hätten. Dennoch seien sie nach apostolischem Zeugnis „immer noch von Gott geliebt um der Väter willen; sind doch seine Gnadengaben und seine Berufung unwiderruflich. Mit den Propheten und mit demselben Apostel erwartet die Kirche den Tag, der nur Gott bekannt ist, an dem alle Völker mit einer Stimme den Herrn anrufen und ihm ‚Schulter an Schulter dienen‘.“
Aus diesem biblischen Befund wird gefolgert, dass die Kirche die gegenseitige Kenntnis und Achtung und das brüderliche Gespräch fördern müsse. Auf den Vorbehalt, dass auch die jüdischen Obrigkeiten auf den Tod Christi gedrungen hätten, „kann man dennoch die Ereignisse seines Leidens weder allen damals lebenden Juden ohne Unterschied noch den heutigen Juden zur Last legen.“ Gewiss sei „die Kirche das neue Volk Gottes“, trotzdem dürfe man die Juden nicht als „von Gott verworfen oder verflucht“ darstellen, als stünde etwas derartiges in der Heiligen Schrift. Alle sollten dafür sorgen, dass in christlicher Katechese und Predigt keine judenfeindlichen Lehren verbreitet würden, die der „evangelischen Wahrheit und dem Geiste Christi“ widersprechen.
Angesichts des jüdischen Erbes folgt die Klage über „Hassausbrüche, Verfolgungen und Manifestationen des Antisemitismus“, die mit einer antijüdischen Theologie begründet wurden. Christus habe freiwillig die Sünden aller Menschen getragen, „damit alle das Heil erlangen“: Darum könne die Kirche Christus nur als universale Liebe Gottes und Quelle aller Gnaden verkünden.

### Universale Brüderlichkeit
Abschnitt 5 bekräftigt mit Berufung auf die Gottebenbildlichkeit jedes Menschen die allgemeine Menschenwürde und verwirft alle Arten von Diskriminierung und Akten der Gewalt, „weil dies dem Geist Christi widerspricht.“

## Rezeption

### Katholisch-jüdischer Dialog
Die Erklärung bewirkte eine enorme Intensivierung und Vertiefung des interreligiösen Dialogs, darunter das von Papst Johannes Paul II. initiierte Weltgebetstreffen der Weltreligionen in Assisi (1986), seine Besuche in Synagogen (Mainz 1980, Rom 1986), die Erklärung Wir erinnern: Eine Reflexion über die Shoa (1998) und sein Schuldbekenntnis in Israel (2000). 2001 erschien das Dokument der päpstlichen Bibelkommission Das Jüdische Volk und seine Heilige Schrift in der christlichen Bibel, das sich ausdrücklich auf den Aufruf in Nostra aetate zu gegenseitiger Kenntnis und Achtung von Christen und Juden bezog.
In Deutschland folgten etwa:
- Am 8. Mai 1979 legte der Gesprächskreis Juden und Christen beim Zentralkomitee der deutschen Katholiken das Arbeitspapier Theologische Schwerpunkte des jüdisch-christlichen Gesprächs vor.[13]
- Am 28. April 1980 veröffentlichten die deutschen Bischöfe die Erklärung Über das Verhältnis der Kirche zum Judentum.[14]
- Am 3. Dezember 2015 veröffentlichten orthodoxe Rabbiner als Reaktion auf den 50. Jahrestag von Nostra Aetate die Erklärung Den Willen unseres Vaters im Himmel zu tun: Hin zu einer Partnerschaft zwischen Juden und Christen.[15]
- Am 10. Dezember 2015 veröffentlichte die Kommission für die religiösen Beziehungen zum Judentum (Vatikan) aus demselben Anlass Reflexionen zu theologischen Fragestellungen in den katholisch-jüdischen Beziehungen.[16]
- Gerhart M. Riegner (1911–2001) war in der Zeit des Konzils Generalsekretär des Jüdischen Weltkongresses. Er verfolgte die Beratungen des Konzils vor Ort in Rom und traf sich mit einer Vielzahl von Konzilsvätern. In einem der letzten Gespräche vor seinem Tod bezeichnete er Nostra aetate als das wichtigste Dokument des 20. Jahrhunderts.[17]

### Evangelische Theologen
Ein prominenter Kommentator der Erklärung war der reformierte Theologe Karl Barth. Kardinal Bea hatte ihn 1965 als Beobachter zu den beiden letzten Plenarsitzungen des Konzils nach Rom eingeladen; er konnte aus Krankheitsgründen jedoch nicht daran teilnehmen. Nach Abschluss des Konzils holte der genesene Barth den Rombesuch vom 22. bis 29. September 1966 nach und sprach mit einigen Mitautoren der wichtigsten Konzilstexte, darunter Karl Rahner, Josef Ratzinger und Otto Semmelroth, und mit Papst Paul VI. Seine vorbereiteten theologischen Interpretationen und Anfragen dazu veröffentlichte er 1967 in seiner kleinen Schrift Ad limina apostolorum. Nostra aetate interpretierte er vom Kreuz Jesu Christi als dem „Zeichen der allumfassenden Liebe Gottes“ aus (4,8). Von da aus verstand er die nichtchristlichen Teilwahrheiten als „Strahlen der alle Menschen erleuchtenden einen Wahrheit“ und die nichtchristlichen Religionen als Sehnsucht nach dieser vollen Wahrheit. Die notwendige christliche Achtung dieser Teilwahrheiten ergab sich für ihn aus dem kirchlichen Verkündigungsauftrag selbst (2,3), nicht erst aus dem allgemeinen Diskriminierungsverbot (4,11).
Barths Kritik in Form von acht Anfragen begann mit der Rückfrage, ob seine Deutung im Sinne des Konzils sei und falls ja, warum sie so schwer aus dem Text zu gewinnen sei (1.). Denn dieser beginne ohne biblische Begründung mit einer Analyse der Religionsgeschichte (2.). Der kritische Missionsauftrag der Kirche stehe erst am Ende, statt seine „sachliche Mitte“ zu bilden (3.). Demgegenüber hätte die direkte Verkündigung des „Wortes vom Kreuz“ (1 Kor 3,1ff ) das berechtigte humane Anliegen der Erklärung eventuell besser geltend gemacht, da darauf nur der Aufruf zur Mitmenschlichkeit in christlicher Demut folgen könne (4.). Die Erklärung erhebe die „Hochreligionen“ über die angeblich primitiven „Naturreligionen“, obwohl dies religionshistorisch überholt sei und Jesu Kreuz gerade Offenbarungsansprüchen, deren Gottesbilder denen der Bibel äußerlich ähneln, widerspreche (5.). Das Judentum könne nicht mit Hinduismus, Buddhismus und Islam als nichtchristliche Religion eingeordnet werden, da seine Heilige Schrift die „Urgestalt der einen Gottesoffenbarung“ sei und sein Dasein, unabhängig vom Glauben oder Unglauben einzelner Juden, den „einzigen natürlichen (weltgeschichtlichen) Gottesbeweis“ darstelle (6.). Angesichts der mittelalterlichen und neuzeitlichen kirchlichen Judenfeindlichkeit sei ein ausdrückliches Schuldbekenntnis gegenüber den Juden weit nötiger als gegenüber anderen Christen (7.). Auch im Islamteil (3,2) fehle eine Erinnerung an die „fatale Rolle der Kirche in den sogenannten Kreuzzügen“ (8.).
Dass Nostra aetate keine besondere Verantwortung der Kirche und Päpste etwa für die Kreuzzüge benannte, kritisierten auch andere Historiker und Theologen. Gleichwohl gilt Nostra aetate auch in der Ökumene als Neuorientierung im Verhältnis der römisch-katholischen Kirche zu anderen Weltreligionen.

## Textausgaben und Richtlinien
- Declaratio de Ecclesia habitudine ad Religiones non-christianas / Erklärung über das Verhältnis der Kirche zu den nichtchristlichen Religion. In: LThK²: Das Zweite Vatikanische Konzil: Konstitutionen, Dekrete und Erklärungen, Lateinisch und Deutsch. Kommentare, Teil II. Herder, Freiburg 1967, S. 405–495
- Peter Hünermann (Hrsg.): Herders Theologischer Kommentar zum Zweiten Vatikanischen Konzil, Band 1: Die Dokumente des Zweiten Vatikanischen Konzils. Konstitutionen, Dekrete, Erklärungen. Lateinisch-deutsche Studienausgabe. Herder, Freiburg 2004, ISBN 3-451-28530-4, S. 355–362
- Vatikanische Kommission für die religiösen Beziehungen zum Judentum: Richtlinien und Hinweise für die Durchführung der Konzilserklärung „Nostra Aetate“ Art. 4 (1. Dezember 1974). In: Klemens Richter (Hrsg.): Die katholische Kirche und das Judentum. Dokumente von 1945–1982. Herder, Freiburg 1982, ISBN 3-451-19639-5, S. 80–87

## Einzelbelege
1. ↑  Marco Morselli: Jules Isaac and the Origins of Nostra Aetate. In: Uri Bialer (Hrsg.): Nostra Aetate, Münster 2007, S. 21–28
2. ↑  Philippe Roy-Lysencourt: La résistance des catholiques traditionalistes à la déclaration «Nostra aetate» du concile Vatican II. In: Dries Bosschaert, Johan Leemans (Hrsg.): Res Opportunae Nostrae Aetatis. Studies on the Second Vatican Council offered to Mathijs Lamberigts. Peeters, Leuven 2020, S. 341–358, hier S. 343
3. ↑  Maximilian Gottschlich: Unerlöste Schatten, Paderborn 2015, S. 29f.
4. ↑  Philippe Roy-Lysencourt: La résistance des catholiques traditionalistes à la déclaration «Nostra aetate» du concile Vatican II. In: Dries Bosschaert, Johan Leemans (Hrsg.): Res Opportunae Nostrae Aetatis. Studies on the Second Vatican Council offered to Mathijs Lamberigts. Peeters, Leuven 2020, S. 341–358, hier S. 356
5. ↑  Erich Zenger: Nostra aetate, in: Günther Bernd Ginzel, Günter Fessler (Hrsg.): Die Kirchen und die Juden, Gerlingen 1999, S. 76
6. ↑  Jean Marie Mayeur et al (Hrsg.): Die Geschichte des Christentums, Band 13: Krisen und Erneuerung. Herder, Freiburg 2002, 3. Kapitel: Der Konzilsverlauf S. 60f.
7. ↑  Elias H. Füllenbach: „Deutsche Katholiken schreiben dem Papst“. Die Initiative von Gertrud Luckner um die Promulgation von „Nostra aetate“ (Frühjahr 1965). In: Regina Heyder und Gisela Muschiol (Hrsg.): Katholikinnen und das Zweite Vatikanische Konzil. Petitionen, Berichte, Fotografien. Münster 2018, S. 214–222
8. ↑  Erich Zenger: Nostra Aetate, in: Günther Bernd Ginzel, Günter Fessler (Hrsg.): Die Kirchen und die Juden, Gerlingen 1999, S. 77
9. ↑  Mauro Velati: Die Vervollständigung der Tagesordnung des Konzils. In: Giuseppe Alberigo (Hrsg.): Geschichte des Zweiten Vatikanischen Konzils (1959–1965), Band 5: Günther Wassilowsky (Hrsg. der deutschen Ausgabe): Ein Konzil des Übergangs, September – Dezember 1965. Matthias-Grünewald-Verlag, Ostfildern / Peeters, Leuven 2008, ISBN 978-3-7867-2639-5, S. 215–321, hier S. 257 und 268f.
10. ↑  Otto Hermann Pesch: Das Zweite Vatikanische Konzil (1962–1965): Vorgeschichte – Verlauf – Ergebnisse – Nachgeschichte. Echter, Würzburg 1993, ISBN 3-429-01533-2, S. 292–303
11. ↑  Michel Younès: La déclaration «Nostra aetate». Les enjeux d’une réception actualisée. In: Revue théologique de Louvain, Jg. 47 (2016), S. 218–233, hier S. 219
12. ↑  Päpstliche Bibelkommission: Das jüdische Volk und seine heilige Schrift in der christlichen Bibel. vatican.va, 24. Mai 2001
13. ↑  Theologische Schwerpunkte des jüdisch-christlichen Gesprächs. ZdK, 8. Mai 1979
14. ↑  Über das Verhältnis der Kirche zum Judentum: Erklärung der deutschen Bischöfe. DBK, 28. April 1980
15. ↑  Den Willen unseres Vaters im Himmel tun: Erklärung orthodoxer Rabbiner zum christlich-jüdischen Dialog. Gespräch zwischen Jehoshua Ahrens, Barbara Rudolph und Elias H. Füllenbach, aufgezeichnet von Anna Neumann, 15. Dezember 2015
16. ↑  Kurt Koch, Brian Forrell, Norbert J. Hoffmann: „Denn unwiderruflich sind Gnade und Berufung, die Gott gewährt“ (Röm 11,29): Reflexionen zu theologischen Fragestellungen in den katholisch-jüdischen Beziehungen aus Anlass des 50jährigen Jubiläums von „Nostra aetate“ (Nr. 4). Kommission für die religiösen Beziehungen zum Judentum, 10. Dezember 2015 (PDF)
17. ↑  Martin Heule: Gerhard Riegner: Das Konzil und die Juden. 24. März 2020 (Interview auf Radio DRS2, 1999)
18. ↑  Karl Barth: Ad Limina Apostolorum, 2. Auflage, Evangelische Verlagsanstalt, Berlin 1969, S. 36–38
19. ↑  Michael Wolffsohn: Juden und Christen: ungleiche Geschwister; die Geschichte zweier Rivalen. Patmos, Ostfildern 2008, ISBN 3-491-72508-9, S. 161
20. ↑  Lena Lybaek, Konrad Raiser, Stefanie Schardien: Gemeinschaft der Kirchen und gesellschaftliche Verantwortung. Lit, Münster 2004, ISBN 3-8258-7061-8